# Elephantomyia (Elephantomyia) carbo carbo
Elephantomyia (Elephantomyia) carbo carbo is een ondersoort van de tweevleugelige Elephantomyia (Elephantomyia) carbo uit de familie steltmuggen (Limoniidae). De ondersoort komt voor in het Palearctisch gebied.